# 태양을 삼킨 여자
《태양을 삼킨 여자》는 2025년 6월 9일부터 방송 중인 MBC 일일 드라마다.

## 기획 의도
분식집을 운영하며 딸을 홀로 키우는 미혼모가 딸의 복수를 위해 재벌가에 맞서는 이야기를 담은 드라마

## 제작진

### 제작사
- 주식회사 MBC C&I

### 제작
- 이형선

### 극본
- 설경은 : MBC TV 《MBC 베스트극장 - 사랑해 아줌마》(집필), KBS 2TV 아침 드라마 《다 줄거야》(공동 집필), SBS 아침 드라마 《두 여자의 방》(집필), MBC 주말 특별 기획 드라마 《숨바꼭질》(집필) 집필

### 연출
- 김진형 : MBC 일일 드라마 《비밀의 집》(공동 연출), MBC 일일 드라마 《하늘의 인연》(연출) 연출

## 등장 인물
- (†) 표시는 드라마 상에서 최종적으로 사망한 인물이다.

### 주요 인물
- 장신영 : 백설희 / 루시아 정 역 - “당신들이 믿는 돈? 그거 다 뺏어줄게. 하지만 그전에 돈으로도 못 살 게 있다는 걸 배워야겠지?”

비록 일찍이 못된 남편과 이혼하고, 혼자서 16년 동안 딸 아이를 키워왔다. 그녀는 언제나 공들여 꾸미지 않아도, 명품으로 치장하지 않아도 사람들의 시선을 끄는 매력의 소유자. 그 매력이란 바로 선의로 가득 찬 언행과 밝고 긍정적인 에너지다. 딸 아이 이름을 딴 '미소 분식'을 운영하는데. 배달 스쿠터를 몰고 동네 구석구석을 누비는 그녀다. 하지만 귀한 딸이 비열한 재벌가 로열패밀리와 엮인 게 비극의 시작이었다. 돈으로 피해자와 가해자를 바꿔치기하고, 여론을 움직여 악플러들이 잘근잘근 씹어대도록 내 딸을 만신창이로 만든 그들. 가해자인 제 자식 허물을 덮어 오너리스크를 막겠다고 억울한 내 딸을 제물 삼은 그들을 어떻게 되갚아줘야 할까? 죽은 미소의 어머니.
- 서하준 : 문태경 역 - “당신을 해칠 생각 같은 건 애초에 없었어! 오히려 그 반대지!”

어릴 적 의문의 사고로 부모님을 잃고 미국으로 입양간 비운의 사나이, 빼앗긴 걸 되찾고 잘못된 걸 바로 잡기 위해. 25년 만에 한국으로 돌아온 문태경은 복수를 시작한다. 복수의 대상은 대기업 민강유통. 그러나 현실은 녹록지 않다 25년의 시간 동안 민강유통은 대한민국 유통업계를 대표하는 명불허전 업계 1티어가 되었다. 태경은 민강유통에 대한 어려운 복수를 헤쳐나가는 과정 속에서. 자신과 같은 복수의 목표를 가진 설희를 알게 된다. 그는 설희가 복수와 함께 사랑도 함께할 운명이라 생각하는.
- 윤아정 , 오승아 : 민경채 역 - “넌 두 번씩이나 거짓말로 날 갖고 놀았어...”

여배우도 기죽일 화려한 외모! 대한민국 최고 수준의 교육과 체계적인 커리큘럼으로 만들어진 섹시한 뇌! 자본이 만들어준 카리스마의 소유자로 온몸에서 풍기는 자신감은 그 어떤 향수보다 진하다. 부친의 타고난 사업가적 마인드를 물려받은 딸인 경채는. 첫사랑을 버리고 부친의 바람대로 경영인의 길을 선택했다. 철의 여인이 된 그녀는 남초인 재계에서 몇 안 되는 차기 대세 경영인인데. 오빠 지섭, 그리고 이복동생 수정과 세리는 그녀의 위치를 호시탐탐 노린다. 과연 그녀는 자신이 원하는 대로 민강유통의 차기 회장이 될 수 있을까? 두식의 딸. 지섭의 여동생. 수정의 이복언니. 세리의 친모.
- 오창석 : 김선재 역 - “아니 백설희. 민두식 회장한테 어디까지 접근한 거지?”

대기업 민강유통 법무팀의 수장! 주경야독으로 명문대 법대에 입학 후 검사 생활을 거쳤던 입지전적의 인물! 가난한 집안이었지만, 타고난 머리와 각고의 노력으로 자수성가 했다. 자신이 정한 목표라면 수단 방법을 가리지 않는 남자다. 로스쿨 시절에는 빠듯한 형편으로 간단한 살림조차 꾸리기 어려웠던 그인데. 그런 그의 뒤편에는 언제나 여자친구가 뒷바라지를 하고 있었다. 하지만 갑작스런 여자친구의 임신 소식에 애인을 버리고 성공을 택했다. 지금의 선재는 민강유통의 딸 경채의 마음을 사기 위해 부단히 노력 중이다. 그러나 민강유통 민두식 회장은 경채가 태경과 결혼하기를 원한다. 과연 선재는 태경을 누르고 경채를 차지할 수 있을까. 죽은 미소의 친부.

### 민강유통 사람들
- 전노민 : 민두식 역 - “나한테 유감이 있는 모양이네. 왜? 그쪽을 의심했다고?”

호방한 기질에 풍류, 의리를 갖춘 호인이지만, '승리'가 최우선인 장수다. 호불호가 분명해 친구보다는 적이 많고 주위에 충신보다 간신이 득시글대지만 매의 눈으로 걸러낼 만큼 촉도 좋고 사람을 알아보는 눈도 남다르다. 그의 불같은
성격은 경영 스타일에도 고스란히 반영돼 초반 뚝심과 막판 뒷심으로 그저 그런 중소 업체인 민강유통을 대한민국 최고의 유통사로 끌어올렸고 결국 대한민국 재계 순위에도 랭크될 만큼 성장시켰다. 대한민국 유통업계의 새 역사를 쓴 장본인이다. 지섭&경채&수정&세리의 아버지. 자경의 시아버지. 백설희의 딸 백미소 폭행 사건의 진짜 가해자.
- 강석정 : 민지섭 역 - “어디까지나 넌 회사 대표지 자식 대표는 아니지”

두식의 아들, 자경의 남편. 민씨 집안의 유일한 아들이지만 후계 구도에서 일찌감치 열외다. 친남매인 경채와도, 이복남매인 수정과도 살가운 사이는 아니다. 태경의 스카웃으로 본부장 자리를 넘겨주고 밀려난 것도 열 받는데. 여동생에게 직함에서부터 밀리니 오빠 대접이 제대로 될 리가 있나. 나름 잔머리를 굴리고 발 빠르게 움직이지만. 번번이 경채나 수정한테 밀리기 일쑤. 그런 일이 반복되다 보니 언제부턴가 실패에 익숙해졌고 잘난 두 여동생의 승승장구를 쓰린 속으로 지켜보는 게 일상이 되어버렸다. 경채의 친오빠. 수정과 세리의 이복오빠.
- 안이서 : 민수정 역 - “그렇게 치면 언니는 내 앞길 막는 선수잖아. 남도 그렇게는 못해”

친모는 강남에서 알아주는 룸살롱 에이스였다, 그런 자신의 선택도 아닌 출신이 문제였고, 경채한테 어지간히 시달리면서 컸다. '세컨드의 딸'이라는 꼬리표만 떼면 어디 내놔도 빠지지 않는 재색을 겸비한 재원이나, 출신부터 완벽한 경채한테는 비빌 수조차 없는 상대인 게 사실. 출발선부터 다른 경채에 대한 콤플렉스를 갖고 있고. 그만큼 그녀를 이겨 먹고 싶어서 늘 도발하고 경쟁하지만. 매번 깨지는 쪽은 수정이다. 늘 완벽한 경채한테서 꼬투리 잡을 게 없나 신경이 곤두서 있다. 지섭과 경채의 이복 여동생. 두식의 딸. 세리의 언니.
- 박서연 : 민세리 역 - “나 다시 미국 가야 돼.”

가족이라고 하나같이 사업에 미쳐 어린것을 살갑게 돌봐줄 여력도 짬도 없이 줄곧 유모의 손에 키워져 따뜻한 가족의 정을 전혀 모른다, 채워지지 않는 모정, 그립고 보고 싶은 친모에 대한 궁금증으로 언제부턴가 삐딱선을 타기 시작하더니 머리 굵어지고는 아주 대놓고 어깃장이다. 가족 중에 유일한 내 편, 늘 편들어주고 추상같은 두식 앞에서도 몸 사리지 않고 온몸으로 쉴드 쳐주는 큰언니 경채가 믿는 구석이다. 두식의 막내 딸. 지섭&수정의 이복 여동생. 경채의 친딸.

### 설희의 주변 인물
- 최수견 : 주연아 역 - “언니가 옆에서 잘 해줘요. 가게 걱정은 말구.”

설희와는 친자매처럼 지내고 미소에겐 이모로 불린다, 보육원에서 자랐고 보호 종료 후 얼마 안 되는 정부 지원금을 받아 쥐고 자립을 위해 떠 밀리듯 시설을 나와 방황할 때 그녀를 잡아준 이가 바로 설희였다. 오갈 데 없는 처지인 걸 알고는 묻지도 따지지도 않고 자신의 집으로 데려가 방을 내주고 한 상에 둘러앉아 밥을 먹는 가족으로 받아준 설희를 친언니 이상으로 따른다. '물도 정들면 피보다 진하다'는 말이 헛말이 아님을 보여주는 관계. 공실장 의 친딸
- 이칸희 : 장연숙 / 스텔라 장 역(13회 ~ ) - “민사장 오랜만이네. 바쁜 사람한테 내가 괜히 전화한 건가?”

젊은 시절 도미해 미국 현지에 뿌리내리고 살아온 이민 1세대, 몇 번의 결혼과 이혼을 거쳐 전남편(들)한테 물려받은 유산이 어마어마한 숨은 재력가다. 미국 사교계의 대모이자 최고의 마당발. 인맥이 기가 막혀 정•재계 안 엮인 사람이 없고 모르는 사람이 없을 정도. 하지만 그녀는 큰 상처를 가진 여자다. 연숙의 아들은 석연치 않은 사고로 일찍 이 하늘을 떴다. 그리고 그 뒤에는 민강유통이 있었다.
- 최민수 : 모태주 역(13회 ~ ) - “믿겨져서가 아니라 믿고 싶은 거겠죠.”

연숙에게 거둬진 미국 할렘가 출신 부랑아, 한국에서 미국 가정에 입양되었다가 현지에서 파양되어 노숙 중 흑인들의 집단 린치에서 연숙의 도움으로 구사일생 목숨을 구했다. 그렇게 생명의 은인인 연숙의 손에 길러져 이제는 그녀의 든든한 심복이 되었다.

### 그리고…
- 손세빈 : 오자경 역 - “그러니까 그전에 아버님 유언장부터 손에 넣어야지”

사채업의 대부 오판술의 고명딸, 판술이 민강유통에게 거액의 사업자금을 빌려주고 환심을 사면서 관계를 시작. 결국 양가의 윈윈을 위해 지섭과 자경을 정략 결혼시켰다. 그러나 지섭은 그녀의 생각과는 달리 후계 구도에서 한참 밀린 자식이었다. 자경은 경채와 수정 사이에서 야망 없는 남편을 다그쳐 후계 구도에 세우려는 눈물겨운 내조 중이다. 지섭의 아내. 두식의 며느리. 경채&수정&세리의 올케언니. 선재의 사촌동생.
- 박철민 : 오판술 역 - “오판술이 납시오!”

자경의 아버지, 선재의 이모부. 이름 석 자 겨우 쓰는 문맹에 가까운 무지렁이지만 '돈' 냄새는 기가 막히게 맡는 편. 돈 되는 일 찾아내고, 돈 빌려주고 고리 뜯어내고, 채무자 조지는 데 있어서 타의 추종을 불허하는 본투비 사채업자다. 대한민국 최고 민강유통 민두식이 사돈인 걸 내심 자랑스러워하고 풀 방구리에 쥐 드나들듯 민강유통 사옥에 드나든다. 말숙의 남편. 지섭의 장인.
- 김난희 : 양말숙 역 - “너희 아빠 요즘 얼마나 이상한 줄 알아?”

무식과 천박에 있어선 판술과 자강두천, 환상의 커플. 찢어지게 가난하다 돈맛을 봐서 그런지 여사님 소리에 목숨을 건다. 판술과 늘 투덕대지만 합이 맞을 땐 기가 막히게 맞는 편. 하나뿐인 고명딸 자경을 재벌가에 시집보내 원도 한도 없었는데 사위란 위인이 두 여동생한테 밀려 찬밥 신세를 못 면하자 판술만큼이나 속을 끓인다. 자경의 어머니. 판술의 아내. 지섭의 장모.
- 전영미 : 공 실장 역 -  “안 그래도 요즘 우리 회장님 건강이 걱정인데”

그 나이도록 싱글로 지내는 민씨 집안의 충복, 젊은 시절
두식의 개인 수행비서를 시작으로 인연을 맺어 현재는 상주 집사로 일하고 있다. 말수가 적고 감정표현도 없는 편이라 그녀가 무슨 생각을 하는지 아무도 모른다. 딱 떨어지는 정장 차림에 머리 한 올 흐트러짐 없이 언제나 각 잡힌 자세로 오너가 사람들을 대하는 편. 연아의 친엄마

### 기타 인물
- 미상 : 일진들에게 괴롭힘 당하는 학생 역
- 오가연 : 우보람 역 - 미소의 친구
- 미상 : 점장 역
- 미상 : 수상한 남자 역
- 미상 : 민세리의 얼굴을 확인한 형사 역
- 하주희 : 세리 가짜엄마 역 (25회 ~ )
- 미상 : 회사 직원 역
- 오승아 : 최엘라 역 - 민강유통이 투자하는 대기업 오너 외동딸이자 톱스타. (42회~)

### 특별 출연
- 이루다 : 정미소/백미소/김미소 역 (†, 1회 ~ 12회) - “세상에서 내가 제일 좋아하고 존경하는 사람. 우리 엄마”

여러 면에서 세리와 대척점에 있는 인물, 미혼모의 딸이라는 공통점에도 불구하고 일찍 철들고 자기 앞가림 똑소리 나게 하는 편. 미혼모인 엄마를 누구보다 이해하는 속 깊은 착한 딸이다. 게다가 공부까지 잘해서 중3 2학기가 한참 남은 시기에 벌써 국제고 입학을 허락받아 놓은 상태다. 친구 같은 엄마를 퍽 사랑하고 그녀의 기쁨이 되고자 애쓰는 편. 설희와 선재의 딸. 설희의 생일 선물을 사들고 집으로 가던 어느 날, 세리에게 폭행을 당해 피투성이 된채 쓰러져 병원으로 이송되어 입원. 민강유통 회장 민두식의 계략으로 인해 가해자 누명을 쓰게 된 피해자로 가장 친한 친구인 우보람에게 배신당하고 중학교 퇴학통보에 고등학교 입학 허가도 취소되면서 가짜뉴스로 인한 괴로움에 민강유통 건물 옥상에서 끝내 투신자살하였다.
- 이한위 : 조필두 역 (4회 ~ ) - 과거 휘성(기철)의 부모님을 사망케 한 사고 운전자, 실형을 살고 나와 종적이 묘연한. 휘성 부모의 죽음에 민두식의 사주가 있었음을 밝힐 수 있는 유일한 증인.

- 이중문 : 조건유통 대표 역 (23회 ~ )

## 시청률
최저 시청률과 최고 시청률은 시청률 조사회사와 지역별로 시청률에 차이가 있을 수 있습니다.
| 2025년  | 2025년    | 2025년         |
| 회차    | 방송일    | 닐슨 시청률    |
| 회차    | 방송일    | 대한민국(전국) |
| ------- | --------- | -------------- |
| 제1회   | 6월 9일   | 3.8%           |
| 제2회   | 6월 10일  | 3.3%           |
| 제3회   | 6월 11일  | 3.5%           |
| 제4회   | 6월 12일  | 3.6%           |
| 제5회   | 6월 13일  | 3.8%           |
| 제6회   | 6월 16일  | 4.3%           |
| 제7회   | 6월 17일  | 3.8%           |
| 제8회   | 6월 18일  | 3.5%           |
| 제9회   | 6월 19일  | 3.8%           |
| 제10회  | 6월 20일  | 4.7%           |
| 제11회  | 6월 23일  | 3.6%           |
| 제12회  | 6월 24일  | 4.2%           |
| 제13회  | 6월 25일  | 3.9%           |
| 제14회  | 6월 26일  | 3.7%           |
| 제15회  | 6월 27일  | 3.9%           |
| 제16회  | 6월 30일  | 4.2%           |
| 제17회  | 7월 1일   | 4.3%           |
| 제18회  | 7월 2일   | 4.9%           |
| 제19회  | 7월 3일   | 4.4%           |
| 제20회  | 7월 4일   | 4.5%           |
| 제21회  | 7월 7일   | 4.5%           |
| 제22회  | 7월 8일   | 4.3%           |
| 제23회  | 7월 9일   | 4.7%           |
| 제24회  | 7월 10일  | 4.2%           |
| 제25회  | 7월 11일  | 4.4%           |
| 제26회  | 7월 14일  | 4.5%           |
| 제27회  | 7월 15일  | 4.7%           |
| 제28회  | 7월 16일  | 5.4%           |
| 제29회  | 7월 17일  | 5.4%           |
| 제30회  | 7월 18일  | 4.6%           |
| 제31회  | 7월 21일  | 4.7%           |
| 제32회  | 7월 22일  | 4.7%           |
| 제33회  | 7월 23일  | 4.6%           |
| 제34회  | 7월 24일  | 4.7%           |
| 제35회  | 7월 25일  | 3.9%           |
| 제36회  | 7월 28일  | 4.3%           |
| 제37회  | 7월 29일  | 4.4%           |
| 제38회  | 7월 30일  | 4.5%           |
| 제39회  | 7월 31일  | 4.9%           |
| 제40회  | 8월 1일   | 4.1%           |
| 제41회  | 8월 4일   | 4.7%           |
| 제42회  | 8월 5일   | 4.7%           |
| 제43회  | 8월 6일   | 4.3%           |
| 제44회  | 8월 7일   | 4.3%           |
| 제45회  | 8월 8일   | 4.7%           |
| 제46회  | 8월 11일  | 4.7%           |
| 제47회  | 8월 12일  | 4.6%           |
| 제48회  | 8월 13일  | 4.9%           |
| 제49회  | 8월 14일  | 4.7%           |
| 제50회  | 8월 15일  | 4.3%           |
| 제51회  | 8월 18일  | 4.8%           |
| 제52회  | 8월 19일  | 4.7%           |
| 제53회  | 8월 20일  | 4.7%           |
| 제54회  | 8월 21일  | %              |
| 제55회  | 8월 22일  | %              |
| 제56회  | 8월 25일  | %              |
| 제57회  | 8월 26일  | %              |
| 제58회  | 8월 27일  | %              |
| 제59회  | 8월 28일  | %              |
| 제60회  | 8월 29일  | %              |
| 제61회  | 9월 1일   | %              |
| 제62회  | 9월 2일   | %              |
| 제63회  | 9월 3일   | %              |
| 제64회  | 9월 4일   | %              |
| 제65회  | 9월 5일   | %              |
| 제66회  | 9월 8일   | %              |
| 제67회  | 9월 9일   | %              |
| 제68회  | 9월 10일  | %              |
| 제69회  | 9월 11일  | %              |
| 제70회  | 9월 12일  | %              |
| 제71회  | 9월 15일  | %              |
| 제72회  | 9월 16일  | %              |
| 제73회  | 9월 17일  | %              |
| 제74회  | 9월 18일  | %              |
| 제75회  | 9월 19일  | %              |
| 제76회  | 9월 22일  | %              |
| 제77회  | 9월 23일  | %              |
| 제78회  | 9월 24일  | %              |
| 제79회  | 9월 25일  | %              |
| 제80회  | 9월 26일  | %              |
| 제81회  | 9월 29일  | %              |
| 제82회  | 9월 30일  | %              |
| 제83회  | 10월 1일  | %              |
| 제84회  | 10월 2일  | %              |
| 제85회  | 10월 3일  | %              |
| 제86회  | 10월 6일  | %              |
| 제87회  | 10월 7일  | %              |
| 제88회  | 10월 8일  | %              |
| 제89회  | 10월 9일  | %              |
| 제90회  | 10월 10일 | %              |
| 제91회  | 10월 13일 | %              |
| 제92회  | 10월 14일 | %              |
| 제93회  | 10월 15일 | %              |
| 제94회  | 10월 16일 | %              |
| 제95회  | 10월 17일 | %              |
| 제96회  | 10월 20일 | %              |
| 제97회  | 10월 21일 | %              |
| 제98회  | 10월 22일 | %              |
| 제99회  | 10월 23일 | %              |
| 제100회 | 10월 24일 | %              |
| 제101회 | 10월 27일 | %              |
| 제102회 | 10월 28일 | %              |
| 제103회 | 10월 29일 | %              |
| 제104회 | 10월 30일 | %              |
| 제105회 | 10월 31일 | %              |
| 제106회 | 11월 3일  | %              |
| 제107회 | 11월 4일  | %              |
| 제108회 | 11월 5일  | %              |
| 제109회 | 11월 6일  | %              |
| 제110회 | 11월 7일  | %              |
| 제111회 | 11월 10일 | %              |
| 제112회 | 11월 11일 | %              |
| 제113회 | 11월 12일 | %              |
| 제114회 | 11월 13일 | %              |
| 제115회 | 11월 14일 | %              |
| 제116회 | 11월 17일 | %              |
| 제117회 | 11월 18일 | %              |
| 제118회 | 11월 19일 | %              |
| 제119회 | 11월 20일 | %              |
| 제120회 | 11월 21일 | %              |

## 편성 변경
- 2025년 8월 15일 : 《광복 80주년 특집 오늘N》 편성으로 인해 기존 시간에서 10분 늦은 저녁 7시 15분으로 편성 변경.(50회)

## 참고 사항
- 윤아정, 안이서는 KBS 2TV TV 소설 《저 하늘에 태양이》 이후로 8년 만에 재회하는 작품이다.
- 전노민, 장신영은 SBS 월화 드라마 《추적자 THE CHASER》 이후로 14년 만에 재회하는 작품이다.
- 전노민, 박철민은 MBC 일일 드라마 《비밀과 거짓말》 이후 6년 만에 재회하는 작품이다.
- 서하준, 안이서는 SBS 아침 드라마 《맛 좀 보실래요》 이후로 5년 만에 재회하는 작품이다.
- 전노민, 이칸희는 MBC 일일 드라마 《세 번째 결혼》 이후로 1년 만에 재회하는 작품이다.
- 윤아정, 설경은 작가는 KBS 2TV 아침 드라마 《다 줄거야》 이후로 16년 만에 재회하는 작품이다.
- 윤아정, 서하준, 김진형 PD, 김난희는 MBC 일일 드라마 《비밀의 집》 이후로 2년 9개월 만에 재회하는 작품이다.
- 오창석, 장신영은 SBS 주말 특별 기획 드라마 《내마음 반짝반짝》 이후로 10년 만에 재회하는 작품이다.
- 서하준, 김진형 PD는 MBC 일일 드라마 《비밀의 집》, MBC 일일 드라마 《하늘의 인연》 이후로 세 번째로 호흡을 맞추게 된 작품이다.
- 서하준, 오창석은 MBC 일일 드라마 《오로라 공주》, KBS 2TV 일일 드라마 《피도 눈물도 없이》 이후로 세 번째로 호흡을 맞추게 된 작품이다.
- 당초 프로그램 제목은 〈천사의 대리인〉이었다가 〈태양을 삼킨 여자〉로 확정됐다.
- 전작과 전전작이 가벼운 분위기의 복수극이었다면[3], 이 드라마는 〈세 번째 결혼〉 이후 1년 1개월 만에 방영되는 정통적인 복수극이다. 그러다 보니 포스터의 색감이 전작과 전전작에 비해 상당히 어두운 편이다.